# 重型運載火箭
重型运载火箭（SHLV），英文直譯為超重型运载火箭，是指一種具備50,000公斤（110,000磅）或以上近地轨道酬載能力的運載火箭。重型運載火箭屬於目前運載火箭中最大和最重，技術水準要求最高的運載火箭。目前成功製造过重型運載火箭的國家有美國和蘇聯。

## 型号

### 服役中
- 深空運輸有限責任公司（英语：Deep Space Transport LLC）—太空發射系統（SLS）：2022年服役至今，Block1有效酬載為95,000公斤（209,000磅）；Block1B有效酬載為105,000公斤（231,000磅），計劃於2028年首飛；Block2有效酬載為130,000公斤（290,000磅），計劃於2033年首飛。[4]
- 太空探索科技公司（SpaceX）—獵鷹重型運載火箭：2018年服役至今，有效酬載為63,800公斤（140,700磅），回收有效酬載為57,400（126,500磅）。[5]
- 太空探索科技公司（SpaceX）—SpaceX星艦：2023年SpaceX超級重型成功發射，回收有效酬載為150,000公斤（330,000磅）。

### 已退役
- 波音、北美航空、麥道—土星5号运载火箭：1967-1973年，有效酬載為140,000公斤（310,000磅）。[6]
- 聯合太空聯盟（英语：United Space Alliance）（USA）—太空運輸系統（STS）：1981-2011年，可將68,600（151,200磅）的太空梭軌道器(包含3具主發動機)和27,500（60,600磅）的有效酬載送往太空。
- 能源科研生產聯合體（NPO “Energia”）—能源號運載火箭：1987-1988年，有效酬載為100,000公斤（220,000磅），可將62,000（137,000磅）的暴風雪號太空梭和30,000（66,000磅）的有效酬載送往太空。[7]

### 中止開發
- 第一實驗設計局（OKB-1）—N1運載火箭：設計有效酬載為95,000（209,000磅），1969-1972年进行了4次试飞均失敗。

### 開發中
- 中国航天科技集团（CASC）—长征十号运载火箭：有效酬载約為70,000（150,000磅），計劃於2027年前後首飛。
- 中国航天科技集团（CASC）—长征九号运载火箭：回收有效酬载約為150,000（330,000磅），計劃於2030年代首飛。
- 亞利安空間（Arianespace）—下一代亞利安（英语：Ariane Next）Very Heavy：預計2030年代首飛。
- 印度空間研究組織（ISRO）—下一代運載火箭SH：其有效酬載為70,000（150,000磅）：預計2030年代首飛。